# Густав Шефер
Густав Шефер е барабанист в групата „Tokio Hotel“.
Роден е на 8 септември 1988 година в Магдебург (Източна Германия). Присъединява се, когато другите от групата (Том Каулиц, Бил Каулиц и Георг Листинг) правят шоу в родния си град Лайпциг.

## Синглите на бандата
- 2005: Durch den Monsun (През пролетния дъжд)
- 2005: Schrei (Крещи)
- 2006: Rette Mich (Спаси ме)
- 2006: Der Letzte Tag (Последният ден)
- 2007: Übers Ende der Welt (След края на света)
- 2007: Spring Nicht (Не скачай)
- 2007: Monsoon (Английската версия на Durch den Monsun)
- 2007: Ready, set, go (Английската версия на Übers Ende der Welt)
- 2007: An deiner Seite (Ich bin da) (Аз съм тук)
- 2007: 1000 Meere (1000 oceans) (1000 морета/океани)
- 2008: Don't Jump (Не скачай)
- 2009: Automatisch/Automatic (Автоматичен)
- 2010: Lass uns laufen/ World behind my wall (Оставете ни да бягаме/Светът зад моята стена)
- 2010: Dark side of the sun (Тъмната страна на слънцето)
- 2010: Hurricanes und suns (Бури и слънца)

## Албуми на групата
- Schrei (Крещи) (2005)
- Schrei so laut du kannst (Крещи колкото можеш по-силно) (2006)
- Zimmer 483 (Стая 483) (2007)
- Scream (Крещи) (2007) (Американско издание)
- Humanoid (Хубаноид) (2009) (английска и немска версия)
- Best of (Компилация на най-добрите песни на групата) (2010)
- Kings of Suburbia (Кралете на предградията) (2014) (Американско издание)
- „Dream machine“ (2017) (Американско издание)

## DVD
- 2005: Leb' die Sekunde (Изживей секундата): Зад сцената
- 2006: Schrei Live
- 2007: Zimmer 483 DVD
- 2007: Zimmer 483 Live DVD
- 2008: Tokio Hotel TV Caught on Camera
- 2010: Humanoid City Live